# Firmin Courtemanche
Firmin Courtemanche (Saint-Pie-de-Bagot, 6 maart 1913 – Saint-Hyacinthe, 3 november 1999) was een Canadees witte pater en missiebisschop in Zambia. Tussen 1959 en 1970 was hij bisschop van Chipata.
Courtemanche werd geboren in Quebec en trad binnen bij de witte paters. In 1939 werd hij tot priester gewijd en vertrok in september van dat jaar naar het toenmalige Noord-Rhodesië. Op 34-jarige leeftijd, in 1947, werd hij benoemd tot prefect van de apostolische prefectuur Fort Jameson (het latere Chipata) als opvolger van zijn confrater Fernand Martin. Hij werd in 1959 als apostolisch vicaris tot bisschop gewijd in de kathedraal van Saint-Hyacinthe in zijn thuisland. Hij werd titulair bisschop van Carystus. Hij woonde de eerste, tweede en vierde sessie van het Tweede Vaticaans Concilie bij. In 1970 ging hij op emeritaat en werd opgevolgd door de inlandse priester en latere kardinaal Medardo Joseph Mazombwe. In 1975 keerde hij naar Canada terug.